# 寿司屋

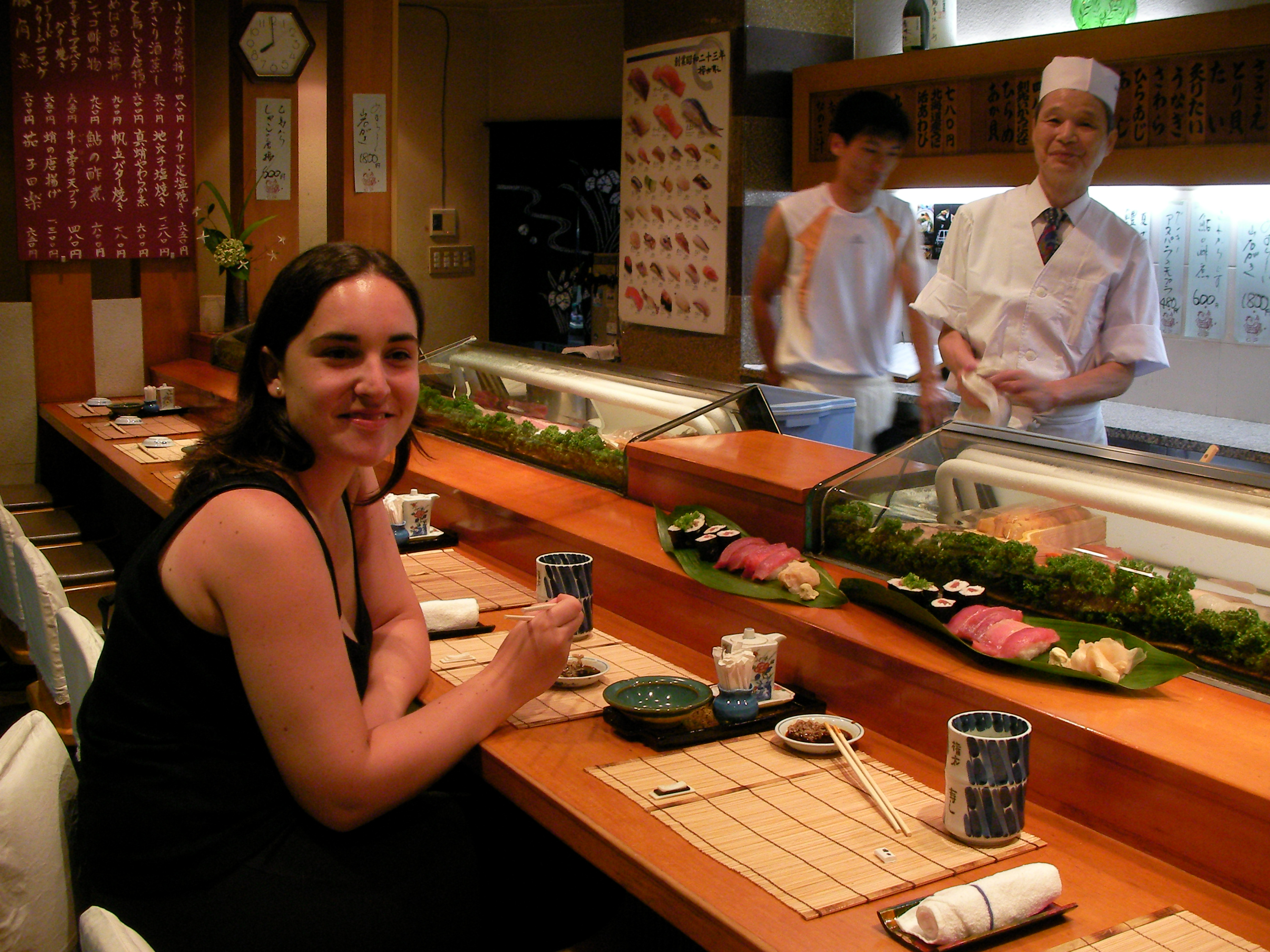
日本の寿司屋
（岡山県岡山市北区野田屋町）

寿司屋（すしや、すし屋・鮨屋）は、寿司商（すししょう）、寿司店（すしてん）とも言い、寿司職人が寿司を供する飲食店である。

## 概要
寿司屋は、寿司（特に握り寿司）を主として供する飲食店である。食材に生のものが多く鮮度が重視される点で他の飲食店と決定的に異なり、職人が鮮度の良い材料を使用して調理をし、鮮度の良いうちに提供される。
現代では冷蔵庫など食品の保存に便利な装置や輸送面での技術的進歩によりあまり意識されない所ではあるが、かつては食材の鮮度保持や雑菌繁殖予防などで様々な工夫が行われ、ヅケや酢締めなどの調理や味付けの技法に生き残っている。ワサビの利用も経験的に殺菌効果があることを利用したものだと見られる。
こういった鮮度保持の必要性から、かつて輸送技術が低かった時代には、沿海部など限られた地域を中心に寿司屋も偏在した。今日では輸送技術の発達により、極端な例を挙げれば山里などでも寿司屋が存在している。その一方で魚など食材の買い付けでは鮮度の面から中間業者が介在しにくく、現代のように小分けした流通形態が無かった時代には、マグロでも「一本」という単位で仕入れられることもあった。
1980年代のバブル景気の頃よりは、鮮魚から活魚などのような活きたまま輸送する技術も発達、こういった活魚市場の末端を寿司屋が担っている。ただし食通筋などに言わせると、活魚はストレスを受けているため、適切に市場で処理されたものに味が劣るという。しかしそれでも「扱いが悪い死んだ魚」に比べたら鮮度の面では良いため、大衆向けの寿司屋などでは店内の生簀に活魚が泳ぐ姿もまま見られ、客の目を楽しませている。ただ、活魚は魚の生活する海水までもを一緒に輸送するため、輸送コストを含め些か割高になることがある。
20世紀末頃よりは冷凍技術の発達にも伴い、鮮度や味の面ではやや劣るものの、適切に温度管理されれば保存や流通にも耐え、適切に解凍することで生に近い状態に出来る冷凍の食材が流通しており、その供給も安定している。しかし今日でも生の食材を市場で仕入れて調理するような寿司専門店では、その日や季節によって得られる食材が変化することから特にメニュー表や値札を出しておらず、「時価」や「お任せ」とするケースも見られる。

## 歴史
『今昔物語集』巻第31 第32に「市町に賣る」鮨鮎と言及されており、これが『今昔物語集』が成立した平安時代末期に、形態は不明だが京都に寿司屋が存在したとみられる最古の記録である。延享四年（1747年）初演の人形浄瑠璃・歌舞伎『義経千本桜』の三段目の幕切れは「すし屋の段」として有名で、吉野の下市村にある「釣瓶鮓」が取り上げられている。
元々の寿司屋は屋台で営業するファストフードであり、おにぎりのような大きさでお客も風呂の帰りに1,2個摘まむような形態であった。

## 現代の寿司屋

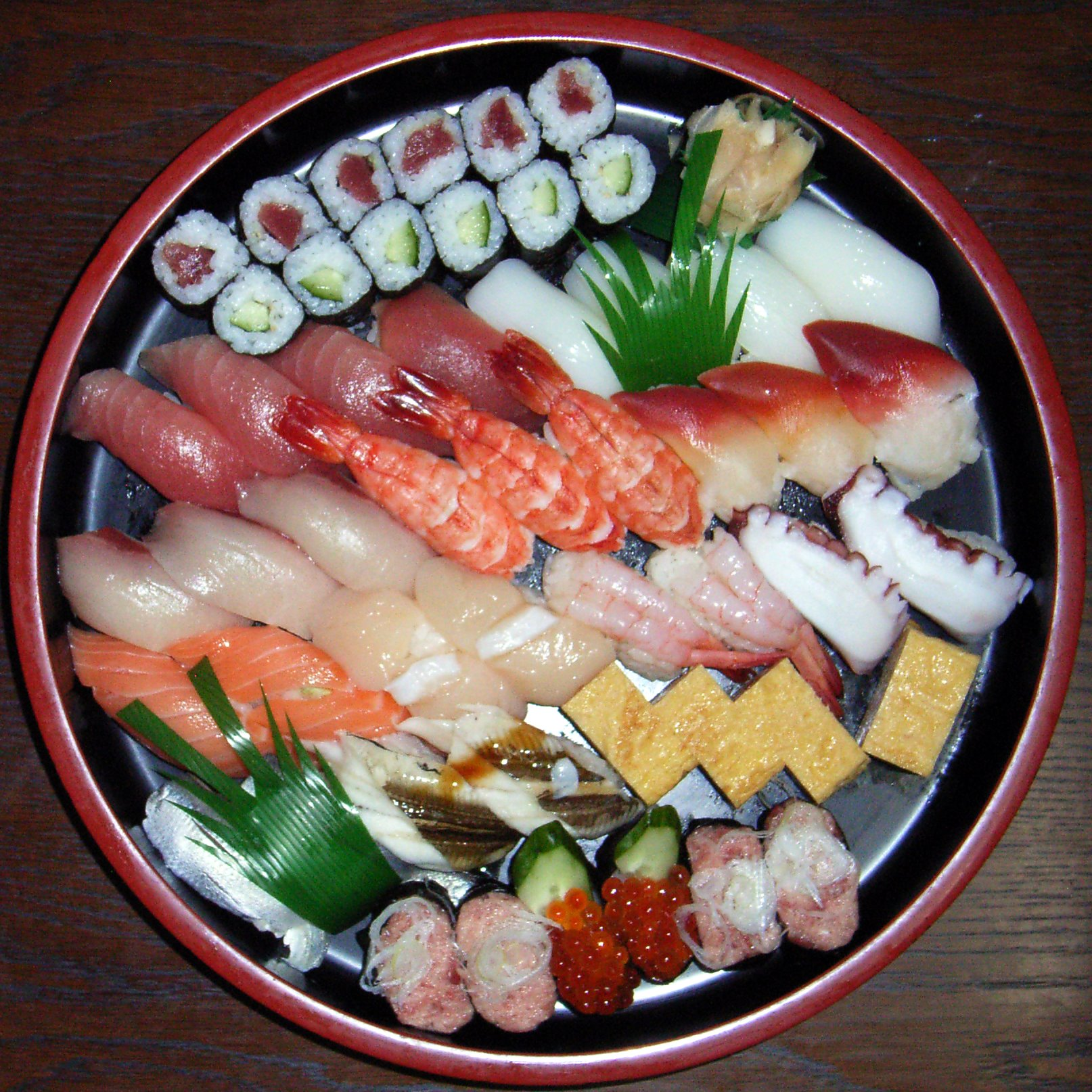
寿司桶に盛られた寿司

典型的な寿司屋はカウンターとテーブル席（または座敷）で構成されることが多い。多くの場合、冷蔵庫とショーウィンドウを兼ねたカウンターのガラスケース内に寿司種が並べられている。これが寿司職人によって客の目の前で捌かれ、寿司に調理される。寿司職人と客席が離れており、人手や回転寿司の技術を応用したベルトコンベアなどの搬送機で調理された寿司などが届けられる形態の店もある。この形態を特にはま寿司では『ストレートレーン店舗』と呼んでいる。
にぎり寿司の場合、店内ではつけ台と呼ばれる木製のカウンターに直接置いたり、下駄の歯のような足の付いた板（「ゲタ」という）または皿に寿司を乗せて供する。店によっては、木製カウンターの一部が高くなっていて、そこへ直に置く。食器代わりにバランや笹の葉を敷く店も見られる。
出前の場合には、寿司桶と呼ばれる、ふち（縁）の低い桶に盛り込む。寿司桶は本来木製の漆器だが、現在はプラスチック製のものが多い。漆器寿司桶は使用後に、店舗が出前先を再訪し回収する。
お土産などで持ち帰りの場合（「おみや」という符牒で呼ばれる）は折箱が用いられる。こちらもかつては経木であったが、現代ではプラスチック製のものが多い。大量の場合は寿司桶を模した丸型の容器も用いられる。
現代にあっては、寿司屋で刺身の盛り合わせをつまみながら、日本酒やビールを飲む客が多くあり、寿司屋が寿司を提供する店であるほかに飲み屋の役割をも兼ねていることがうかがわれる。
総務省経済センサスによると都道府県別の寿司店舗数は人口が多く江戸前寿司がある東京都が一番多いが、人口比の場合海に面していない山梨県が一番多い。

### 回転寿司
回転寿司はベルトコンベア上に寿司（寿司以外も提供しているケースが多い）の乗った皿を載せ、店内を回して提供している寿司店。

### 持ち帰り・出前専門店
食事をする席が設けられておらず、買った人が持ち帰る、あるいは各家庭へ出前をすることを専門とする形式の寿司屋。

## 注文方法
注文は「お決まり」「お任せ」「お好み」の三つに大別され、通常この順番に値段が高くなる。
- 「お決まり」はいわゆるセットメニューで、「並」「上」「特上」、あるいは「松」「竹」「梅」などから客が選択する。
- 「お任せ」は当日入荷している種の中から、店主が自信を持って選んだ一人前を提供する。
- 「お好み」は自分の食べたい種を申告してその都度握ってもらうスタイルで、原則として二貫ずつの注文となる。

また酒のつまみとして、客の希望に応じて寿司種を刺身として提供する場合もある。

## 符牒
寿司屋では独特の言い回しがある。客が使うように一般化している用語が多くなったが、本来は寿司職人の間のみの符牒である。

## 日本国外各地における寿司屋

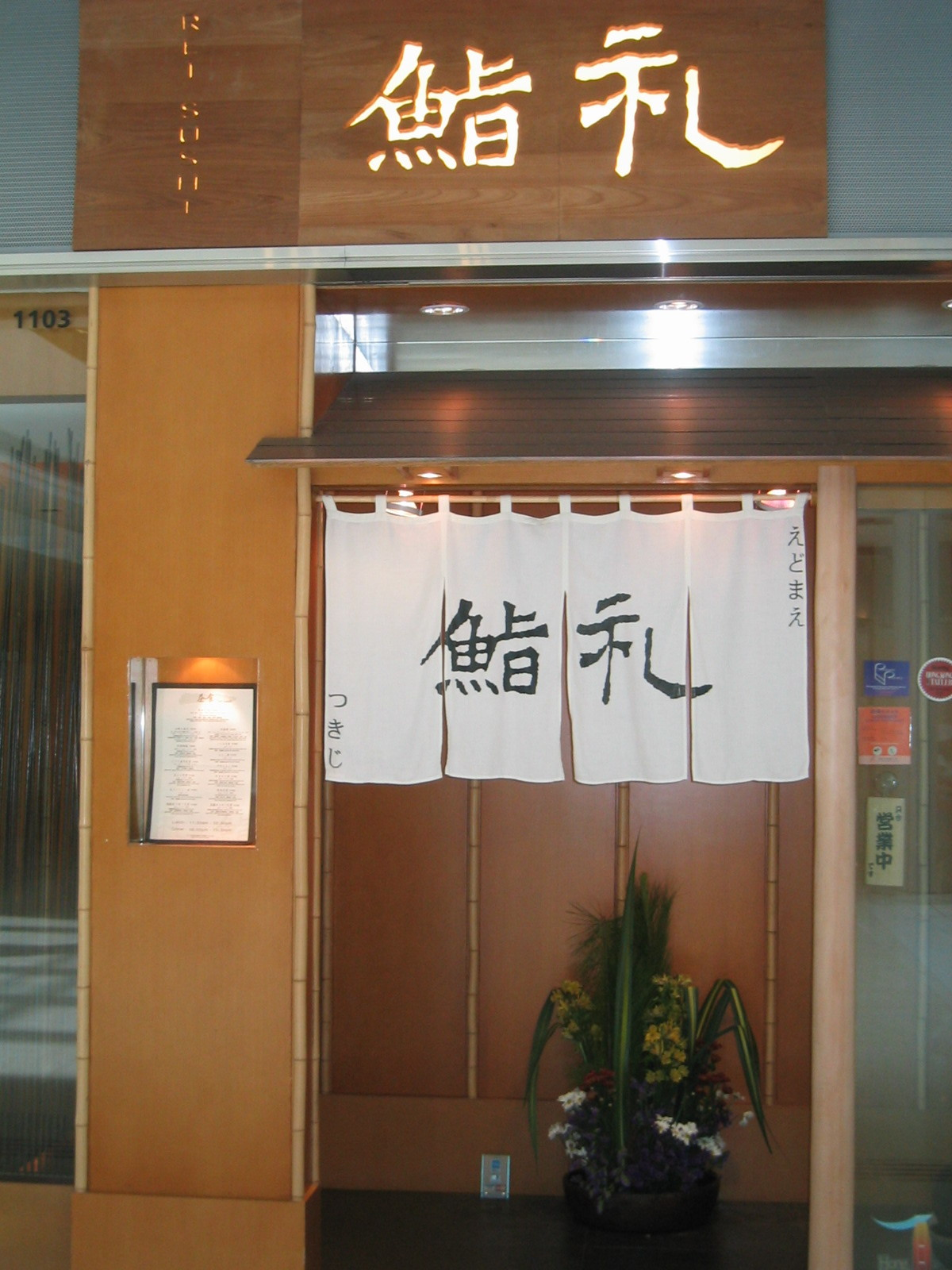
香港の江戸前寿司屋

「日系人オーナーは10%以下」と言われる程、中国人や韓国人など日本人以外の経営・調理による寿司屋が増加している。そのため、日本の伝統的な寿司の調理法から大きく飛躍（あるいは逸脱）した調理法の料理までもが「スシ」として販売されるようになった。しかも自分の創作和食と紹介せず日本の伝統的で正式な料理方法と題しているため、日本食に詳しくない外国人に間違った日本文化を植えつけているのが問題になった。そのため、農林水産省が海外の日本食レストランのうち、伝統に基づいた日本料理を提供する「正しい和食」としてのお墨付きを与え、いわゆる「日本食を名乗る創作料理」と「伝統的な日本食」を区別するための制度を導入しようとしたが、諸外国から「スシポリス」だと反対の声もあったため、和食の国際的普及を目指す特定非営利活動法人（NPO）の「日本食レストラン海外普及推進機構 (JRO)」が民間の立場から推奨店を決定する方式を取ることになった。
先進国ではより本物を志向するようになり、日本人の寿司職人の需要が高まっている。

### 北米
アメリカでは1965年、アメリカ寿司ブーム仕掛人とされる共同貿易社長の金井紀年により、ロサンゼルスの日本人町リトル・トーキョーの「川福（かわふく）」に寿司カウンターが設置されたのが始まりといわれる。これは、主に日本人移民を対象としていた。その直後には、同じく金井により、同地にレストラン「栄菊（えいぎく）」、そして「東京会館」（1990年代後半に閉店）が、それぞれアメリカで2番目、3番目のスシ・レストランとして開店された。栄菊の経営者家族は、現在でも同地に2店の日本食レストランを経営している。また、ロサンゼルスにあった東京会館（1998年に閉店）の寿司職人・真下一郎は、マグロの代わりにアボカドを用いた「カリフォルニアロール」の考案者である。
アメリカ人向けに寿司を提供する寿司屋は、1980年代以降、健康食として日本食が注目されるとともに、バブル期に至る日本の経済的進出とも相まって、大きく店数を伸ばした。1983年には、ニューヨークの寿司店「初花（はつはな）」が、ニューヨーク・タイムス紙のレストラン評で最高の4ッ星を獲得、この頃までには寿司のイメージが転換していたことが窺える。
一部の大都市では純粋に寿司屋専業としての出店もみられるが、日本食の看板を掲げるほぼ全てのレストランのメニューには寿司が含まれる。人気のある種は、ツナ（マグロ）およびスパイシーツナ、サーモン（サケ）、イエローテール（ハマチ）、イール（ウナギ）などで、油の強い食材が好まれる。このため、寿司種の魚と一緒に揚げ玉などが使われることがある。また海苔を好まないアメリカ人がいるために、巻物を、出来るだけ海苔が見えないように裏巻きにしたり、海苔をつかわずに巻いたりする場合もある。
こうした環境下における進化の結果、前述のカリフォルニアロールを始めアメリカ独自で考案された寿司も多く出現し、地方都市のスーパーマーケットですら普通に寿司が売られるほどに一般化している。また、寿司の人気に伴い、朝鮮料理店や中華料理店など米飯食を供するアジア料理店の一角に日本風のスシバーが設けられることも珍しくない。
寿司職人は『飯炊き三年、握り八年』と最低でも約10年の修行が必要と言われているが、「目で盗む」など旧来の教授法や、寿司を握らせてもらうまでに長期の下積み期間があるなど旧来のルールを廃して合理化し、必要な技能だけを教える「寿司スクール」が登場し短期間で養成された職人も登場している。

### 南米
ブラジルで手巻きずしの店「テマケリア」（temakeria）が流行っている。寿司種は、マンゴー、キウイ、ニラのバター炒め、クリームチーズなど、日本の手巻き寿司とは違いがある。テマケリアは、ロンドンやニューヨークにもでき始め、果物や野菜を使い、香草やライムの味付けが人気になっている。

### 欧州
ドイツでは日本人駐在員の多い都市には寿司屋が存在する。日本人があまりいない・行かない都市では、イタリアンレストランなど日本食と関係のない店で、日本へ行ったことのあるシェフが見よう見まねで作った寿司がオードブルとしてメニューに入っていることがある。外観が似ている以外、寿司とは全く別の料理といっていい。
ロンドンには、寿司を中心とした日本食レストランの「ヨー!スーシ」の本社があり、英国を中心に展開している。

### アジア

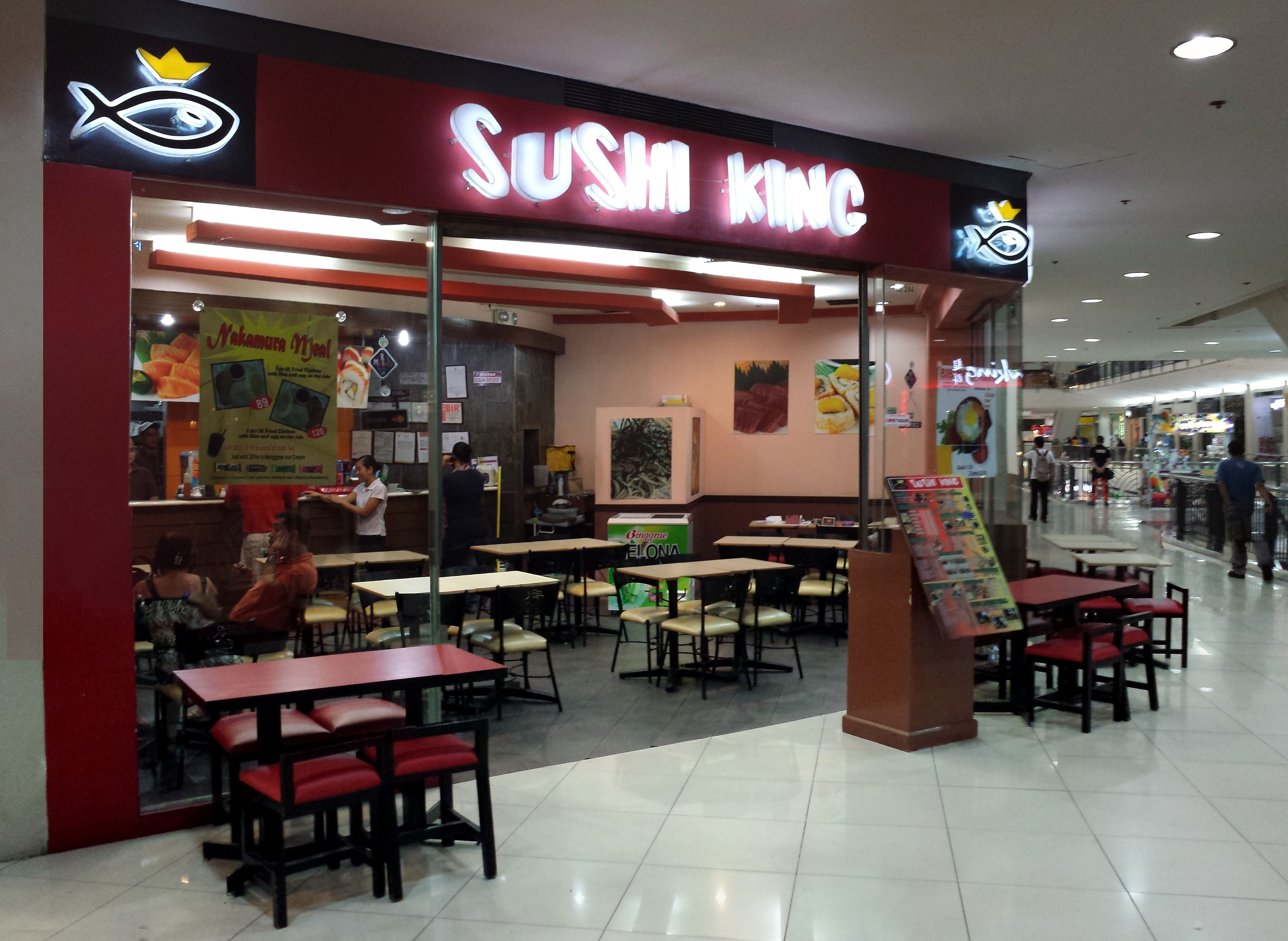
マレーシアの回転寿司屋

台湾伝統の屋台で寿司屋がある。回転寿司も見られる。
東南アジアで広くチェーン展開を行っている回転寿司屋としては、栄寿司 (本社：シンガポール) やすし金 (本社：マレーシア) などがある。

### アフリカ
少なくとも南アフリカ共和国内に25軒、エジプト国内に5軒、モーリシャス国内に4軒、ケニア国内に2軒の寿司屋が営業している。（2007年1月現在）

### 南極
南極の昭和基地内の食堂で寿司が提供されることがある。基地内のバーカウンターを使用して寿司屋のカウンターに擬する。但し、寿司種は南極観測船及び基地内の冷凍庫の仕様から、零下20度で冷凍保存することが出来るものに限られる。このためマグロや生サバなどは提供することが出来ず、サーモン、カツオ、イカ、タコ、エビ、卵焼き等が中心となる。

## 資格
日本で寿司職人になったり、寿司屋を開業したりするために必要な専門職としての資格はないが、飲食店を開業するには「食品衛生管理責任者資格」の取得と「飲食店営業許可」の届け出が必要となる。民間資格としてはすしエキスパート検定がある（寿司に関連した知識等を問う能力認定試験であるため、合格しても独占業務などは発生しない）。